# Ugo Bonzano
Ugo Bonzano (all'anagrafe Aldo Ugo Bonzano) (Valenza, 11 luglio 1903 – Valenza, 11 agosto 1993) è stato un calciatore e allenatore di calcio italiano, di ruolo difensore.

## Carriera
Debutta in Serie B nella stagione 1931-1932 vestendo la maglia dei Vigevanesi, con cui disputa cinque campionati cadetti per un totale di 113 presenze.